# Джеймі Поллок
Джеймі Поллок (англ. Jamie Pollock; 16 березня 1974, Стоктон-он-Тіс) — англійський футболіст і тренер. Виступав на позиції опорного півзахисника. Зіграв більше ста матчів у чемпіонаті Англії за «Мідлсбро».

## Кар'єра
Професіональну кар'єру розпочав у складі «Мідлсбро» в 1990 році. В 1996 році перейшов іспанську в «Осасуну», але закріпитися в складі памплонського клубу не зміг, зігравши лише в двох іграх чемпіонату. Потім повернувся в Англію, підписавши контракт з «Болтон Вондерерз».
З 1998 по 2000 рік грав за «Манчестер Сіті». В кінці сезону 1998/99 в матчі з «Квінз Парк Рейнджерс» забив м'яч у свої ворота, після чого «Сіті» вперше в своїй історії вилетів у третій за рангом дивізіону англійського футболу. Цей автогол увійшов в число одинадцяти найбільш пам'ятних за версією ESPN.
З 2000 по 2002 рік грав за «Крістал Пелас» і «Бірмінгем Сіті». 1 березня 2002 року оголосив про завершення професіональної кар'єри. Після цього тренувався з «Грімсбі Таун», але грав лише на аматорському рівні.
З 2003 по 2007 рік очолював аматорські команди з Спеннімура. Потім займався бізнесом, був співвласником скляної компанії. У 2013 році відкрив футбольну школу.
2018 року відновив тренерську кар'єру, очоливши клуб «Біллінгем Синтонія» з дев'ятого за рівнем дивізіону Англії.

## Збірна
У 1993 році у складі збірної Англії до 20 років взяв участь у молодіжному чемпіонаті світу з футболу в Австралії, де зіграв усі шість ігор, які англійці зіграли на цьому чемпіонаті світу і стали бронзовими призерами змагання, та забив один гол у півфіналі.